# Kompetencehuset
Kompetencehuset er en daghøjskole beliggende i Åbyhøj.
Daghøjskolen tilbyder undervisning indenfor IT, grafisk design og visuel kommunikation samt arkitektur, mode og design.
Daghøjskolen blev oprettet i 1986, hvor den startede i Skt. Anna Gade skoles lokaler. Siden har skolen i en årrække holdt til i den gamle Hammelbanegård på Carl Blochs Gade. Siden 1995 har daghøjskolen haft lokaler i Frichsparken, på Søren Frichs Vej.